# Stopnie służbowe w Straży Granicznej III RP

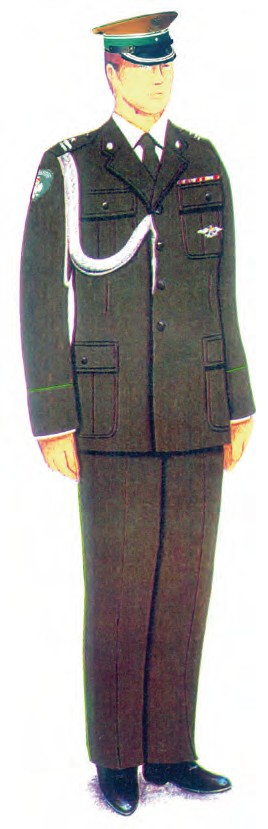
Mundur galowy majora SG

Stopnie służbowe w Straży Granicznej – są tytułami funkcjonariuszy Straży Granicznej oznaczającymi miejsce danego funkcjonariusza w hierarchii służbowej.
Straż Graniczna została utworzona 16 maja 1991, jako formacja typu policyjnego przeznaczona do ochrony granicy państwowej i kontroli ruchu granicznego. Zastąpiła w tej roli rozwiązane Wojska Ochrony Pogranicza, które były formacją wojskową i obowiązywało w nich to samo umundurowanie i te same stopnie wojskowe co w Wojsku Polskim.
Stopnie służbowe mają swoje oznaki. Nosi się je na naramiennikach, nakryciu głowy (czapce garnizonowej, furażerce oraz czapce polowej typu kepi), na rękawach (funkcjonariusze noszący umundurowanie MW) oraz na lewej piersi kurtki służbowej SG lub zimowej nieprzemakalnej.
Równorzędność stopni służbowych SG ze stopniami wojskowymi i stopniami innych służb mundurowych określa Rozporządzenie Rady Ministrów z dnia 23 stycznia 2019 r..
Oznaki stopni do umundurowania wyjściowego są wykonane metodą haftu komputerowego nicią srebrną (do umundurowania Wojsk Lądowych i Sił Powietrznych) lub złotą (do umundurowania Marynarki Wojennej). Natomiast oznaki do umundurowania polowego w kolorze jasnoszarym są wykonane metodą tłoczenia na tkaninie.

## Korpusy osobowe
W Straży Granicznej obowiązują cztery korpusy osobowe: szeregowych, podoficerów, chorążych i oficerów.

### Korpus szeregowych

#### Funkcjonariusze noszący umundurowanie Wojsk Lądowych i Sił Powietrznych
| odznaka stopnia służbowego na kurtce służbowej SG |                                      |                                                  |
| nazwa stopnia skrót                               | szeregowy Straży Granicznej szer. SG | starszy szeregowy Straży Granicznej st. szer. SG |

#### Funkcjonariusze noszący umundurowanie Marynarki Wojennej
| odznaka stopnia służbowego na kurtce zimowej nieprzemakalnej |                                    |                                                |
| nazwa stopnia skrót                                          | marynarz Straży Granicznej mar. SG | starszy marynarz Straży Granicznej st. mar. SG |

### Korpus podoficerów

#### Funkcjonariusze noszący umundurowanie WL i SP
| odznaka stopnia służbowego na kurtce służbowej SG |                                  |                                      |                                      |                                                  |                                                    |
| nazwa stopnia skrót                               | kapral Straży Granicznej kpr. SG | plutonowy Straży Granicznej plut. SG | sierżant Straży Granicznej sierż. SG | starszy sierżant Straży Granicznej st. sierż. SG | sierżant sztabowy Straży Granicznej sierż. szt. SG |

#### Funkcjonariusze noszący umundurowanie MW
| odznaka stopnia służbowego na kurtce zimowej nieprzemakalnej |                              |                                     |                                  |                                              |                                                |
| nazwa stopnia skrót                                          | mat Straży Granicznej mat SG | bosmanmat Straży Granicznej bsmt SG | bosman Straży Granicznej bsm. SG | starszy bosman Straży Granicznej st. bsm. SG | bosman sztabowy Straży Granicznej bsm. szt. SG |

### Korpus chorążych

#### Funkcjonariusze noszący umundurowanie WL i SP
| odznaka stopnia służbowego na kurtce służbowej SG |                                                |                                    |                                                |                                                  |                                                              |
| nazwa stopnia skrót                               | młodszy chorąży Straży Granicznej mł. chor. SG | chorąży Straży Granicznej chor. SG | starszy chorąży Straży Granicznej st. chor. SG | chorąży sztabowy Straży Granicznej chor. szt. SG | starszy chorąży sztabowy Straży Granicznej st. chor. szt. SG |

#### Funkcjonariusze noszący umundurowanie MW
| odznaka stopnia służbowego na kurtce zimowej nieprzemakalnej |                                                |                                    |                                                |                                                  |                                                              |
| nazwa stopnia skrót                                          | młodszy chorąży Straży Granicznej mł. chor. SG | chorąży Straży Granicznej chor. SG | starszy chorąży Straży Granicznej st. chor. SG | chorąży sztabowy Straży Granicznej chor. szt. SG | starszy chorąży sztabowy Straży Granicznej st. chor. szt. SG |

### Korpus oficerów

#### Funkcjonariusze noszący umundurowanie WL i SP
| odznaka stopnia służbowego na kurtce służbowej SG |                                         |                                     |                                   |                                |                                        |                                    |                                                 |                                                |
| nazwa stopnia skrót                               | podporucznik Straży Granicznej ppor. SG | porucznik Straży Granicznej por. SG | kapitan Straży Granicznej kpt. SG | major Straży Granicznej mjr SG | podpułkownik Straży Granicznej ppłk SG | pułkownik Straży Granicznej płk SG | generał brygady Straży Granicznej gen. bryg. SG | generał dywizji Straży Granicznej gen. dyw. SG |

#### Funkcjonariusze noszący umundurowanie MW
| odznaka stopnia służbowego na kurtce zimowej nieprzemakalnej |                                         |                                     |                                   |                                                       |                                                   |                                    |                                         |                                        |
| nazwa stopnia skrót                                          | podporucznik Straży Granicznej ppor. SG | porucznik Straży Granicznej por. SG | kapitan Straży Granicznej kpt. SG | komandor podporucznik Straży Granicznej kmdr ppor. SG | komandor porucznik Straży Granicznej kmdr por. SG | komandor Straży Granicznej kmdr SG | kontradmirał Straży Granicznej kadm. SG | wiceadmirał Straży Granicznej wadm. SG |

## Tryb nadawania stopni oraz ich utrata
Stopień szeregowego SG otrzymuje się z dniem mianowania na stanowisko służbowe. Na kolejne stopnie w korpusie szeregowych i podoficerów mianują przełożeni posiadający odpowiednie do tego uprawnienia. Natomiast na stopnie w korpusie chorążych mianuje Komendant Główny Straży Granicznej.
Na pierwszy stopień oficerski, a także na stopień Generała Straży Granicznej mianuje Prezydent RP. Pozostałe stopnie w korpusie oficerskim przyznaje Minister Spraw Wewnętrznych.
W Straży Granicznej mianowanie na kolejny stopień następuje stosownie do posiadanych kwalifikacji, zajmowanego stanowiska oraz jest zależne od opinii przełożonych. Nadanie kolejnego stopnia nie może nastąpić jednak wcześniej niż po przesłużeniu w stopniu:
- kaprala SG (mata SG) – 1 roku
- plutonowego SG (bosmanmata SG) – 2 lat
- sierżanta SG (bosmana SG) – 2 lat
- st. sierżanta SG (st. bosmana SG) – 2 lat
- mł. chorążego SG – 3 lat
- chorążego SG – 3 lat
- st. chorążego SG – 3 lat
- chorążego sztabowego SG – 4 lat
- podporucznika SG – 3 lat
- porucznika SG – 4 lat
- kapitana SG – 4 lat
- majora SG (komandora podporucznika SG) – 3 lat
- podpułkownika SG (komandora porucznika SG) – 4 lat.

Jednakże w szczególnych wypadkach, np. jeżeli dany funkcjonariusz posiada szczególne kwalifikacje zawodowe lub umiejętności do pełnienia służby istnieje możliwość nadania mu kolejnego stopnia z pominięciem wymaganego okresu.
Szczególnym wymogiem w przypadku awansu na pierwszy stopień podoficerski jest ukończenie przez danego funkcjonariusza szkoły podoficerskiej. W przypadku awansu na pierwszy stopień w korpusie chorążych analogicznie należy ukończyć szkołę chorążych. W szczególnie uzasadnionych przypadkach można pominąć ten warunek. Wymogiem przy mianowaniu na pierwszy stopień oficerski jest posiadanie przez danego funkcjonariusza wyższego wykształcenia oraz ukończenie szkolenia specjalistycznego zakończonego egzaminem.
Posiadane przez funkcjonariuszy stopnie podoficerskie, chorążych i oficerskie są dożywotnie. Po zwolnieniu ze służby funkcjonariusze mogą używać posiadanych przez siebie stopni z dodaniem słowa „rezerwy” (jeśli podlegają obowiązkowi służby wojskowej) lub „w stanie spoczynku” (jeśli nie podlegają obowiązkowi służby wojskowej).
Utrata stopnia następuje po:
- zrzeczeniu się obywatelstwa polskiego
- pozbawieniu praw publicznych
- skazaniu prawomocnym wyrokiem sądu na karę pozbawienia wolności za przestępstwo w wyniku motywacji zasługującej na szczególne potępienie.